# Vitbrynad marktyrann
Vitbrynad marktyrann (Muscisaxicola albilora) är en fågel i familjen tyranner inom ordningen tättingar.

## Utbredning och systematik
Fågeln häckar i Anderna i centrala och södra Chile och närliggande Argentina, övervintrar i södra Ecuador. Den behandlas som monotypisk, det vill säga att den inte delas in i några underarter.

## Status
IUCN kategoriserar arten som livskraftig.